# Панкеуэ (Чили)
Панкеуэ (исп. Panquehue) — посёлок в Чили. Административный центр одноимённой коммуны. Население посёлка — 2904 человека (2002). Посёлок и коммуна входит в состав провинции Сан-Фелипе-де-Аконкагуа  и области Вальпараисо.
Территория — 121,9 км². Численность населения — 7273 жителя (2017). Плотность населения — 59,7 чел./км².

## Расположение
Посёлок расположен в 80 км на северо-восток от административного центра области города Вальпараисо и в 12 км на юго-восток от административного центра провинции  города Сан-Фелипе.
Коммуна граничит:
- на севере — c коммуной Сан-Фелипе
- на востоке — с коммуной Сан-Фелипе
- на юго-востоке — c коммуной Ринконада
- на юге — c коммуной Льяйльяй
- на северо-западе — c коммуной Катему

## Демография
Согласно сведениям, собранным в ходе переписи 2017 г.  Национальным институтом статистики (INE),  население коммуны составляет:
| Полное население                          | Полное население                          | Полное население                          | Полное население                          | Полное население                          | 7 273 |
| ----------------------------------------- | ----------------------------------------- | ----------------------------------------- | ----------------------------------------- | ----------------------------------------- | ----- |
| в том числе:                              | Городское население                       | 3 806                                     | Процент городского населения, %           | 52,33                                     |       |
|                                           | Сельское население                        | 3 467                                     | Процент сельского населения, %            | 47,67                                     |       |
|                                           | Мужское население                         | 3 677                                     | Процент мужского населения, %             | 50,56                                     |       |
|                                           | Женское население                         | 3 596                                     | Процент женского населения, %             | 49,44                                     |       |
| Плотность населения, чел/км²              | Плотность населения, чел/км²              | Плотность населения, чел/км²              | Плотность населения, чел/км²              | Плотность населения, чел/км²              | 59,7  |
| Население коммуны в % к населению области | Население коммуны в % к населению области | Население коммуны в % к населению области | Население коммуны в % к населению области | Население коммуны в % к населению области | 0,40  |

| Динамика изменения населения коммуны | Динамика изменения населения коммуны | Динамика изменения населения коммуны | Динамика изменения населения коммуны |
| ------------------------------------ | ------------------------------------ | ------------------------------------ | ------------------------------------ |
| 1992                                 | 2002                                 | 2012                                 | 2017                                 |
| 5900                                 | 6567▲                                | 6974▲                                | 7273▲                                |

## Важнейшие населенные пункты[4]
| № | Населённый пункт | Населённый пункт (исп.) | Категория | Население чел. (2002) | На карте                        |
| - | ---------------- | ----------------------- | --------- | --------------------- | ------------------------------- |
| 1 | Панкеуэ          | Panquehue               | город     | 2904                  | 32°46′16″ ю. ш. 70°50′12″ з. д. |
| 2 | Сан-Роке         | San Roque               | поселок   | 629                   | 32°47′46″ ю. ш. 70°53′04″ з. д. |
| 3 | Винья-Эррасурис  | Viña Errázuriz          | поселок   | 629                   | 32°47′56″ ю. ш. 70°49′39″ з. д. |
| 4 | Эль-Эскорьяль    | El Escorial             | поселок   | 604                   | 32°44′36″ ю. ш. 70°47′01″ з. д. |
| 5 | Ло-Кампо         | Lo Campo                | поселок   | 343                   | 32°48′07″ ю. ш. 70°54′23″ з. д. |
| 6 | Паломар          | Palomar                 | поселок   | 330                   | 32°45′23″ ю. ш. 70°48′33″ з. д. |
| 7 | Эль-Молино       | El Molino               | поселок   | 118                   | 32°48′18″ ю. ш. 70°54′28″ з. д. |